# Zoot Allures
A Zoot Allures Frank Zappa 1976-ban kiadott nagylemeze. Ez Zappa egyetlen, a Warner Bros. Recordsnál megjelent albuma – korábbi menedzserével, Herb Cohennel való konfliktusa miatt a DiscReet Recordsszal kötött korábbi szerződését módosították a terjesztő Warnerhez.

## A lemez számai
A másképp jelölteken kívül minden szám Frank Zappa szerzeménye.
1. Wind Up Workin' in a Gas Station – 2:29
2. Black Napkins – 4:15
3. The Torture Never Stops – 9:45
4. Ms. Pinky – 3:40
5. Find Her Finer – 4:07
6. Friendly Little Finger – 4:17
7. Wonderful Wino (Simmons, Zappa) – 3:38
8. Zoot Allures – 4:12
9. Disco Boy – 5:11

## A lemezről

### Az album története
A kiadvány eredetileg dupla lemez lett volna, de ismeretlen okokból Zappa megvágta és átszerkesztette a programot egy szimpla lemeznyire. Zappa a tesztnyomatokat 1976-an megmutatta a Circus magazinnak, akik egy radikálisan különböző felépítésű albumról számoltak be, amin szerepelt a "Sleep Dirt", a "The Ocean Is the Ultimate Solution", a "Filthy Habits", és a "Night of the Iron Sausage". Az első három szám aztán a Sleep Dirt-ön jelent meg 1979-ben, a "Night of the Iron Sausage" kiadatlan maradt, valószínűleg egy hosszú gitárszóló lehetett. A "Wind Up Workin' in a Gas Station" és a "Zoot Allures" nem szerepelt ezen a korai összeállításon.
A lemezen szinte minden hangszeren Zappa játszik, a másik állandó résztvevő Bozzio, de ő is utólag, a szinte már kész (dobgéppel felvett) számokra játszotta rá a dobszólamát. Ez talán a 75-76-os felállás kritikája is lehet, hiszen a hosszú turné ellenére tőlük néhány kivételtől eltekintve szinte semmi nem jelent meg hivatalos felvételen – majd csak 2002-ben az FZ:OZ és 2008-ban a Joe’s Menage.

### Az egyes dalokról
- Black Napkins – a szám az 1976 február harmadikai koncertről származik, Oszakából; az elég széles körben elterjedt „The Eyes of Osaka” kalózlemezen a teljes koncert meghallgatható.
- The Torture Never Stops – az albumon hallható változat az ekkor még fiatal szerzeménynek már a harmadik változata: az első a Bongo Fury turné része volt Captain Beefheart énekével (a YCDTOSA vol. 4-en hallható), egy más hangszerelésben játszották 75-76-ban (lásd: FZ:OZ).
- Wonderful Wino – a dalt 1970-71-ben játszotta sokat a Mothers, eredetileg Jeff Simmons 1970-es Lucille Has Messed My Mind Up című lemezén jelent meg, a producere – La Marr Bruister álnéven – Zappa volt. Erről a lemezről került a címadó szerzemény 1979-ben a Joe’s Garage albumra.